# Југославија на Светском првенству у атлетици на отвореном 1993.
СР Југославија је учествовала на 4. Светском првенству на отвореном 1993. одржаном од 13. до 22. августа 1993. на стадиону „Готлиб Дајмлер“ у Штутгарту (Немачка). Ово је било прво Светско првенство на којем су учествовали атлетичари као представници СРЈ-а.
На првенству у Штутгарту Југославију је представљало 6 спортиста (4 мушкарца и 2 жене) који су се такмичили у 7 дисциплина (4 мушке и 3 женске).
На табели успешности према броју и пласману такмичара који су учествовали у финалним такмичењима (првих 8 такмичара), Југославија је са једним учесником у финалу делила 46 место са 4 бода.
| Плас. | Земља | 1. место | 2. место | 3. место | 4. место | 5. место | 6. место | 7. место | 8. место | Бр. финал. | Бод. |
| ----- | ----- | -------- | -------- | -------- | -------- | -------- | -------- | -------- | -------- | ---------- | ---- |
| =46   | СРЈ   | 0        | 0        | 0        | 0        | 1        | 0        | 0        | 0        | 1          | 4    |

## Учесници
| Мушкарци: - Слободан Бранковић — 200 м, 400 м - Драгутин Топић — Скок увис - Драган Перић — Бацање кугле - Радоман Шчекић — Бацање копља | Жене: - Сузана Ћирић — 10.000 м - Данијела Ђуровић — Бацање кугле, Бацање диска |  |

## Резултати

### Мушкарци
| Атлетичар          | Дисциплина   | Лични рекорд | Квалификације  | Квалификације  | Четвртфинале     | Четвртфинале     | Полуфинале       | Полуфинале       | Финале           | Финале           | Детаљи |
| Атлетичар          | Дисциплина   | Лични рекорд | Резултат       | Место          | Резултат         | Место            | Резултат         | Место            | Резултат         | Место            | Детаљи |
| ------------------ | ------------ | ------------ | -------------- | -------------- | ---------------- | ---------------- | ---------------- | ---------------- | ---------------- | ---------------- | ------ |
| Слободан Бранковић | 200 м        |              | 21,35          | 5. гр. 5       | Није се пласирао | Није се пласирао | Није се пласирао | Није се пласирао | Није се пласирао | 43 / 67 (71)     |        |
| Слободан Бранковић | 400 м        | 45,30        | Није стартовао | Није стартовао | Није се пласирао | Није се пласирао | Није се пласирао | Није се пласирао | Није се пласирао | Није се пласирао |        |
| Драгутин Топић     | скок увис    | 2,38 НР      | 2,20           | 14. у гр. А    |                  |                  |                  |                  | Није се пласирао | 23/ 38 (40)      |        |
| Драган Перић       | бацање кугле |              | 19,77 кв       | 4. у гр. Б     | 19,95            | 5/ 33            |                  |                  |                  |                  |        |
| Радоман Шћекић     | бацање копља | 81,68        | 71,50          | 20. у гр. А    | Није се пласирао | 20/ 46 (47)      |                  |                  |                  |                  |        |

### Жене
| Атлетичарка      | Дисциплина   | Лични рекорд | Квалификације | Квалификације | Финале            | Финале       | Детаљи |
| Атлетичарка      | Дисциплина   | Лични рекорд | Резултат      | Место         | Резултат          | Место        | Детаљи |
| ---------------- | ------------ | ------------ | ------------- | ------------- | ----------------- | ------------ | ------ |
| Сузана Ћирић     | 10.000 м     | 32:26,68     | 32:58,38 КВ   | 10. у гр. 2   | 33:26,72          | 19 / 39 (42) |        |
| Данијела Ђуровић | Бацање кугле |              | 16,91         | 10. у гр. А   | Није се пласирала | 19/ 27       |        |
| Данијела Ђуровић | Бацање диска |              | 53,72         | 14. у гр. А   | Није се пласирала | 27/ 34       |        |